# 南美芷凤蝶
南美芷凤蝶（学名：Papilio astyalus)，是鱗翅目凤蝶科下的一种蝴蝶，分布于美洲
。

## 描述
兩性異形。雄蝶翅面有一条黄色带纹，雌蝶翅面是深褐色。
。

## 亚种
此种包括以下亚种
。
- P. a. astyalus
- P. a. pallas Gray, [1853]
- P. a. bajaensis Brown & Faulkner, 1992